# Дванадцять шляхетних родів Хорватії
Дванадцять шляхетних родів Хорватії (лат. nobiles duodecim generationum regni Croatie), також відомий як дванадцять знатних кланів Хорватії, був середньовічним інститутом шляхетства, союзом або вузькою знатною спільнотою в Королівстві Хорватія, який можна простежити принаймні до XIV століття, тоді як перша згадка про установу була в документі Pacta conventa, який, імовірно, є пізнішою копією оригіналу з 1102 року. Незалежно від можливих попередніх згадок, перша згадка, яку можна перевірити, датується 1350 роком, тоді як остання з 1459 р. Вважається, що за соціально-економічною владою воно складалося з нижчого та середнього шляхетства, яке мало привілей утримувати та користуватися спадщиною, звільняти від податків та обмежувати військові обов'язки перед королем. Дванадцять родів: Чудомирич, Гусич, Качич, Кукар, Ямомет, Ласнічич, Лапчан і Каринян, Могорович, Полетчич, Сначич, Шубич і Тугомирич.

## Історія
За переказами після смерті хорватських королів Дмитара Звонимира в 1089 році та Петара Свачича в 1097 році, дванадцять шляхтичів (XII nobile sapienciores або старші жупани) як представники дванадцяти племен Хорватії (de XII tribus Chroatie) зустрілися з королем Угорщини Коломаном, щоб підписати договір Pacta conventa і укласти персональну унію з Угорщиною. Документ гарантував, що вони збережуть свої володіння та майно без перешкод, згадані родини будуть звільнені від податків або данини королю, з обмеженою військовою службою, які були зобов'язані відповісти на заклик короля, якщо хтось нападе на його кордони, і відправити на принаймні десятьох озброєних вершників на війну до річки Драва (північний кордон Хорватії з Угорщиною) за власний рахунок, а далі їх утримання брав на себе угорський король. Хоча автентичність документа вважається підробкою кінця XIV століття, звільнення від податків і спадкове володіння землею феодалів, хорватська політична автономія та інші вказують на те, що під час коронації Коломана мала місце певна взаємна угода. у 1102 р. шляхтичі, які, як повідомляється, підписали договір: Юрай Качич, Угрін Кукар, Мрмоня Шубич, Прибислав Чудомирич, Юрай Сначич, Петар Мурич (або Могорович), Павао Гусич, Мартін Кариньян і Лапчан, Прібіслав Полетчич (або Палетчич), Обрад Лачничич (або Ласничич), Іван Ямомет, Миронєг Тугомир(ić).
Далі, непрямою згадкою буде хартія 1273 року короля Угорщини Ладислава IV, яка надала племені гламочан той самий статус, що й у «справжніх, перших та природніх шляхтичів Королівства Хорватії». У документі бана Хорватії Младена II Шубича з Брибира 1318 року, коли виникла сварка між сім'єю Драганіч, яка емігрувала до Задара, і тими, хто залишився в однойменному селі Драганич, згадується numero duodenario. Історик Фердо Шишич вважав, що це число пов'язане з дванадцятьма племенами, але, швидше за все, це було помилкове тлумачення, оскільки це число зазвичай використовувалося в судових суперечках.
У Супетарському картулярії, який містить інформацію до ХІІ століття, але конкретні записи про банів і жупанів датуються принаймні серединою або кінцем XIV століття. Там згадується, що в Королівстві Хорватів існувало сім банів (Хорватії, Боснії, Славонії, Пожеги, Подравини, Албанії, Срієму), які обиралися шістьма з дванадцяти хорватських шляхетних племен (зокрема Качич, Кукар, Сначич, Чудомирич, Могоровичі Шубич), тоді як інші шість знатних племен походять з комітатів (жупани в жупі). Бани обирали короля в королівстві, якщо король не залишив спадкоємця чоловічої статі. Заборони, які, можливо, можуть бути транскрибовані, це Стефанус Кукар, Саруба Кудомиріг, Квіріка, Петар Могоріг, Кациг, Маріан Кациг, Слауаз Кукар за часів короля Презіміра з племені Кукар, тоді як за часів короля Дмитара Звонимира був Петрусь Сна(цич). Вважається, що на кількість семи банів семи Бановини вплинули сучасні знання письменника про сім шляхтичів, які обирають німецького короля, а також традиція про сім братів і сестер у Про управління імперією Костянтина VII та сім tribus nobilium в «Historia Salonitana» Фоми Архідиякона. Држислав Швоб (1956) вважав, що метою документа було показати нелегітимність угорського панування над Королівством Хорватія, оскільки хорватський король не мав нащадків і бани мали обрати нового короля, а це суперечить Pacta Conventa, яка не була підписана банами, також була складена Церквою Спліту від імені Хрвоє Вукчича Хрватинича, щоб знехтувати претензіями Угорщини на Королівство Боснія, яке розвинулося з Боснійського банату.
Перша згадка про duodecim generationes Croatorum, яку можна перевірити, датується 1350/51 рр. з указу бана Хорватії Стефана I Лакфі шляхетській родині Віревичів, яка прибула на хорватські шляхетські збори (Сабор) у Подбріжані, частині колишньої Луцької жупанії. Сім'я стверджувала, що є шляхтичами, і, ймовірно, хотіла стати частиною альянсу. Сабор зазначив, що вони не були частиною дванадцяти знатних племен, хоча мали з ними материнські зв'язки, через що були знатними. Джерело важливе, оскільки воно показує, що шляхетство поділялося на звичайних «шляхтичів» і «магнатів».
Термін «шляхта дванадцяти племен Хорватського королівства» (nobiles duodecim generationum regni Croatie) також можна знайти в декреті від 1360 року, коли шляхтичі з Цетини, Іван і Лацко, сини Тврдоя, і Твртко, син Юрая Грубича, у місті Задарі перед боснійською королевою Єлизаветою звинуватили Івана Нелипчича у депортації, запереченні їхніх шляхетських прав, які були такими ж, як у дванадцяти шляхетних племен, і спадщини. Нелипчич тримав їх у в'язниці за те, що не платили податків і не проходили військову службу. Королівський суд дійшов висновку, щошляхтичі не походили з дванадцяти знатних племен, але всі вони визнавали свій шляхетський статус. Умови спадщини, податку та військової служби безпосередньо пов'язані з пунктами Pacta conventa, що робить його датування тим самим століттям.
Іншим можливим опосередкованим відображенням статусу є документ угорського короля Людовика I у 1360/61 р. про звільнення від податків деяких шляхтичів із міста Задар; і в 1370 році, коли Філіп Франьїна з гілки Ноздронья племені Драганича також із Задара, який отримав привілеї, подібні до привілеїв nobiles regni Croacie duodecim generacionum. У 1400 році боснійський король Стефан Остоя Котроманич віддав усі землі жупи та місто Хлівно Хрвоє Вукчичу Хрватиничу та його синові Балші. Для того, щоб точно знати, які території були під королівською владою короля Людовіка I до 1370 року, було зібрано дванадцять шляхтичів з Хлівна. Історик Міхо Барада пов'язав його з установою, тоді як Нада Клаїч розглядала його як місцеву спадкову племінну організацію з громадською функцією. Востаннє союз дванадцяти племен згадувався в 1459 році, коли підбан Миховіл Живкович і судді з Кніна дали пояснення князю із Задара щодо успадкування землі серед знаті.

## Функція
Історик Фердо Шишич у 1925 році стверджував, що хорватське шляхетство в середні віки поділялося на вищу (бани, жупани та придворні шляхтичі коміти) і нижчу знать. Першу формували найвидатніші племена та їх рід, гілки родів, деякі з яких зуміли досягти навіть магнатського стану. Ядро обох, особливо вищих, становлять дванадцять шляхетних племен. Відповідно до схеми розвитку шляхетства Шишича, з VII до ХІ століття була стара знать, у ХІІ і ХІІІ століттях був сформований список знатних племен, тоді як у XIV і XV століттях дванадцять знатних племен стали згадуватися як повна установа. Однак такий статичний і лінійний розвиток не викликає довіри, розглядається як спроба підтримати Pacta conventa та бути підтриманим. Мілан Шуффлай підтримував існування старої знаті, з якої розвинувся альянс дванадцяти шляхетних племен, але родинні гілки піднялися до влади, будучи союзниками династії Арпадів та угорського феодалізму, що робило їх загрозою для власних та інших шляхетних племен. Він вважав, що первинним завданням цієї інституції був захист прав нижчого щляхетства від нападів і поганого поводження з боку великих феодальних сімей, які почали формуватися. Тим часом, коли Людовик I Угорський (1342—1382) розгромив владу династичної знаті та відновив королівську владу, запровадивши угорську правову систему, представники нижчої знаті виступили за права Хорватії (consuetudinis Croatorum). Людмил Гауптман і Міхо Барада зазначали, що шляхетський статус був пов'язаний із землеволодінням, а nobilis у документах було почесним знаменником для видатної особи, а не доказом станово-організованого шляхетства.
Нада Клаїч, яка відкидала Pacta conventa як повну підробку, стверджувала, що племена, які мали цю інституцію та підробки, хотіли «мати правову базу, щоб стверджувати свою владу над іншими в Хорватії», і що Людовик I прийняв або уклав союз для полегшення встановлення його влади, тобто деякі були звільнені від сплати податків. Вона також стверджувала, що не всі гілки родини були частиною альянсу дванадцяти племен, зокрема ті, які не належали до нижчої знаті, як-от гілка Шубичив з Брибира, Качичі з Омиша, Гусичі з Крбави, Тугомиричі з Крка та ін. Однак такий наратив класового конфлікту між вищим і нижчим шляхетством також пов'язаний з ідеологічною перспективою 1950-х років. Вона зазначила, що шляхетський статус був пов'язаний із звільненням від податків, як, наприклад, у випадку 1248 року з острова Крк, коли згадувалися деякі шляхтичі з племен Доганичів, Субиничів, Тугоморичів і Зудиничів, а також Сеньський статут від 1388 р. і до військової служби, що нагадує про привілеї шляхтичам із Крка 1193 та 1251 рр. і, можливо, про Золоту буллу 1242 р.
Порівняно з історіографічними думками до 1950-х років, Томіслав Раукар у своєму аналізі джерел у 2002 році дійшов висновку, що між ХІІ і XV століттями в Хорватії шляхетство було диверсифіковане між нижчим шляхетством, поділеним між загальною знаттю та дванадцятьма шляхетними племенами, з яких вийшли вищі шляхетні магнати. За словами Раукара, джерела ХІІ століття не показують кастову шляхетну організацію. Указ Младена II Шубича 1322 року, в якому згадуються особи з племен Пркаль, Ямомет і Біліньян без титулу nobiles, а також з титулом nobiles Шубичі з Брибира та Мадія де Варікасіс із Задарського патриціату; 1358 р. указ бана Хорватії Івана Чуза, за яким були повернуті землі знатному племені Пркаль, відібрані князем Гргуром з Крбави; Указ Сабору в Ніні 1396 р., який звільнив їх від сплати податків, встановлених королем Боснії Твртко I, також заявивши, що вони «справжні шляхтичі з давнини», що буде підтверджено в 1412 р. Сигізмундом, імператором Священної Римської імперії; вказують на те, що статус нижчого шляхетства не був сформований раніше 1322 року, і для цього потрібно, щоб між племінною та королівською владою не було феодальної чи магнатської влади. Здавалося б, що дванадцять племен могли мати лише територію, на якій була влада короля, і тому племена в Крбава-Задарі отримали привілейований статус, а племена в Цетіні — ні. Однак немає жодного документа, у якому одне з дванадцяти знатних племен потребувало допомоги королівської влади для підтвердження шляхетський привілеїв, що вказувало б на їх визнання.

## Дванадцять колін
Племена та їхні території були розташовані до річки Купа на півночі, на заході вздовж гори Гвозд до затоки Кварнер, прямуючи на південь до річки Цетіна, за винятком родини Качич, яка йшла до річки Неретва, і на схід-північ углиб країни до річки Уна. Клаїч вважав, що всі родини походять із колишньої Луцької жупанії, з якою оскаржували свою легітимність представництва всієї Хорватії, але Гауптманн і Йосип Лучич виступили проти таких претензій, оскільки немає жодних доказів про зв'язок жупанії та кількох родин. Раукар, посилаючись на Бараду та Клаїча, також вважав, що широка територія Задар- Біоград-на-Мору та Лучка жупанія (з центром у фортеці Островиця та розташована в XIV столітті між Ліцькою жупанією на північному заході, Кнінською на північному сході, Дрідською і Приморська на півдні) були місцем походження племен. Іван Майнарич зазначив, що плем'я Могорович, Сначич, Тугомирич, Гусич, Лапчан і Полетчич не підтримують такий ексклюзивний зв'язок із Луцькою жупанією, і що до сьогодні локалізація не була вирішена. За Раукаром, уже з другої половини ХІІ століття вони почали переселятися в сусідні області та міста, особливо місто Задар. У першій половині ХІІІ століття деякі члени племен втратили статус і стали кріпаками задарських монастирів, тоді як у першій половині XV століття родини Каріньян, Могорович і Шубич-Маркович продали частину своєї спадщини маєтків громадянам Задара. Вважається, що обітницькою церквою та святим покровителем, подібним до Слави, у племен Могоровичів, Качичів і Лапчан був Святий Іван, тоді як у Шубичів був Святий Георгій. У резиденції племені Джамомет також була церква Св. Георгія.
1. Чудомиричі
2. Гусичі
3. Качичі
4. Кукарі (рід)
5. Ямомети
6. Ласнічичі
7. Лапчани і Кариняни
8. Могоровичі
9. Полетчичі
10. Сначичі
11. Шубичі
12. Тугомиричі